# Dictyonota strichnocera
Dictyonota strichnocera ist eine Wanze aus der Familie der Netzwanzen (Tingidae).

## Merkmale
Die Wanzen werden 3,4 bis 4,5 Millimeter lang. Die Arten der Gattung Dictyonota besitzen wie auch Kalama tricornis zwei Reihen von Zellen im Netz am Seitenrand der Hemielytren und gleichmäßig dicke Fühler, wobei das dritte Segment gleich dick, oder dicker als das vierte ist. Bei Dictyonota strichnocera sind die Fühler komplett schwarz gefärbt und tragen keine langen Härchen.

## Verbreitung und Lebensraum
Die Art ist in Europa verbreitet und kommt auch im nördlichen Mittelmeerraum vor. Sie fehlt allerdings in Nordafrika. Im Osten reicht das Verbreitungsgebiet über den europäischen Teil Russlands und die Ukraine nach Zentralasien. In Deutschland ist die Art weit verbreitet und nicht selten, in Österreich fehlt sie im Kerngebiet der Alpen. In Großbritannien ist sie weit verbreitet.

## Lebensweise
Die Tiere leben in Westeuropa an Stechginster (Ulex), in Deutschland überwiegend an Besenginster (Cytisus scoparius) und nur im Osten, da dort Besenginster selten ist, auch an Färber-Ginster (Genista tinctoria). Die Entwicklung verläuft ähnlich wie bei Dictyonota fuliginosa, sie ist teilweise etwas in den Herbst verschoben. Die Imagines treten noch im September und Oktober auf, wo man sie vor allem in der Bodenstreu finden kann. Im Westen Europas können auch Imagines überwintern, es ist aber unklar, ob sie sich nach dem Winter nochmals vermehren können. Die Art kann gemeinsam mit Dictyonota fuliginosa auf den gleichen Nahrungspflanzen auftreten.

## Belege